# Apsil maculiventris
Apsil maculiventris är en tvåvingeart som beskrevs av Malloch 1929. Apsil maculiventris ingår i släktet Apsil och familjen husflugor. Inga underarter finns listade i Catalogue of Life.